# Seznam ministrů práce a sociálních věcí Československa
Toto je seznam ministrů práce a sociálních věcí Československa, který obsahuje chronologický přehled všech členů vlád Československa působících v tomto úřadu (včetně ministrů zasedajících v těchto vládách pod odvozenými oficiálními názvy rezortu, jako ministr sociální péče apod.)

## Ministři sociální péče první československé republiky 1918–1938
| #  | Jméno           | Fotografie | Strana    | Vláda                                                                       | Funkční období                     | Poznámky              |
| -- | --------------- | ---------- | --------- | --------------------------------------------------------------------------- | ---------------------------------- | --------------------- |
| 1  | Lev Winter      |            | ČSDSD     | vláda K. Kramáře 1. vláda V. Tusara 2. vláda V. Tusara                      | 14. listopadu 1918 – 15. září 1920 | Ministr sociální péče |
| 2  | Josef Gruber    |            | nestraník | 1. vláda J. Černého                                                         | 15. září 1920 – 26. září 1921      | Ministr sociální péče |
| 3  | Gustav Habrman  |            | ČSDSD     | vláda E. Beneše 1. vláda A. Švehly                                          | 26. září 1921 – 28. března 1925    | Ministr sociální péče |
| 4  | Lev Winter      |            | ČSDSD     | 1. vláda A. Švehly 2. vláda A. Švehly                                       | 28. března 1925 – 18. března 1926  | Ministr sociální péče |
| 5  | Josef Schieszl  |            | nestraník | 2. vláda J. Černého                                                         | 18. března 1926 – 12. října 1926   | Ministr sociální péče |
| 6  | Jan Šrámek      |            | ČSL       | 3. vláda A. Švehly 1. vláda F. Udržala                                      | 12. října 1926 – 7. prosince 1929  | Ministr sociální péče |
| 7  | Ludwig Czech    |            | DSAP      | 2. vláda F. Udržala 1. vláda J. Malypetra                                   | 7. prosince 1929 – 14. února 1934  | Ministr sociální péče |
| 8  | Alfréd Meissner |            | ČSDSD     | 2. vláda J. Malypetra                                                       | 14. února 1934 – 4. června 1935    | Ministr sociální péče |
| 9  | Jaromír Nečas   |            | ČSDSD     | 3. vláda J. Malypetra 1. vláda M. Hodži 2. vláda M. Hodži 3. vláda M. Hodži | 4. června 1935 – 22. září 1938     | Ministr sociální péče |
| 10 | Bedřich Horák   |            | nestraník | 1. vláda J. Syrového                                                        | 22. září 1938 – 4. října 1938      | Ministr sociální péče |

## Ministři sociální péče druhé československé republiky 1938–1939
| # | Jméno             | Fotografie | Strana        | Vláda                | Funkční období                     | Poznámky                                                                                         |
| - | ----------------- | ---------- | ------------- | -------------------- | ---------------------------------- | ------------------------------------------------------------------------------------------------ |
| 1 | Petr Zenkl        |            | ČSNS, pak SNJ | 2. vláda J. Syrového | 4. října 1938 – 1. prosince 1938   | Ministr sociální péče                                                                            |
| 2 | Vladislav Klumpar |            | SNJ           | 1. vláda R. Berana   | 1. prosince 1938 – 15. března 1939 | Ministr sociální a zdravotní správy (sloučení dosavadních rezortů sociální péče a zdravotnictví) |

## Ministři sociální péče exilových vlád Československa
| # | Jméno           | Fotografie | Strana | Vláda              | Funkční období                         | Poznámky                                       |
| - | --------------- | ---------- | ------ | ------------------ | -------------------------------------- | ---------------------------------------------- |
| 1 | František Němec |            | ČSSD   | 1. vláda J. Šrámka | 21. července 1940 – 12. listopadu 1942 | Ministr sociální péče, londýnská exilová vláda |
| 2 | Ján Bečko       |            | ČSSD   | 2. vláda J. Šrámka | 12. listopadu 1942 – 5. dubna 1945     | Ministr sociální péče, londýnská exilová vláda |

## Ministři sociální péče poválečného Československa
| # | Jméno            | Fotografie | Strana        | Vláda                                           | Funkční období                        | Poznámky                                  |
| - | ---------------- | ---------- | ------------- | ----------------------------------------------- | ------------------------------------- | ----------------------------------------- |
| 1 | Jozef Šoltész    |            | KSS (KSČ)     | 1. vláda Z. Fierlingera 2. vláda Z. Fierlingera | 4. dubna 1945 – 2. července 1946      | Ministr ochrany práce a sociální péče     |
| 2 | Zdeněk Nejedlý   |            | KSČ           | 1. vláda K. Gottwalda                           | 2. července 1946 – 25. února 1948     | Ministr ochrany práce a sociální péče     |
| 3 | Evžen Erban      |            | ČSSD, pak KSČ | 2. vláda K. Gottwalda vláda A. Zápotockého      | 25. února 1948 – 8. září 1951         | Ministr sociální péče                     |
| 4 | Jaroslav Havelka |            | KSČ           | vláda A. Zápotockého a V. Širokého              | 8. září 1951 – 14. září 1953          | Ministr pracovních sil                    |
| 5 | Václav Nosek     |            | KSČ           | vláda V. Širokého 2. vláda V. Širokého          | 14. září 1953 – 22. července 1955     | Ministr pracovních sil                    |
| 6 | Josef Tesla      |            | KSČ           | 2. vláda V. Širokého                            | 22. července 1955 – 31. července 1957 | Ministr pracovních sil, pak rezort zrušen |
| 7 | Michal Štanceľ   |            | KSS (KSČ)     | 1. vláda O. Černíka                             | 30. dubna 1968 – 31. prosince 1968    | Ministr práce a sociálních věcí           |

## Federální ministři práce a sociálních věcí Československa
| # | Jméno          | Fotografie | Strana    | Vláda | Funkční období                       | Poznámky                                                      |
| - | -------------- | ---------- | --------- | --- | ------------------------------------ | ------------------------------------------------------------- |
| 1 | Michal Štanceľ |            | KSS (KSČ) | 2. vláda O. Černíka 3. vláda O. Černíka 1. vláda L. Štrougala 2. vláda L. Štrougala 3. vláda L. Štrougala 4. vláda L. Štrougala | 1. ledna 1969 – 20. června 1983      | Ministr práce a sociálních věcí                               |
| 2 | Miloslav Boďa  |            | KSS (KSČ) | 4. vláda L. Štrougala 5. vláda L. Štrougala 6. vláda L. Štrougala vláda L. Adamce                                               | 20. června 1983 – 3. prosince 1989   | Ministr práce a sociálních věcí                               |
| 3 | Alfréd Šebek   |            | KSČ       | vláda L. Adamce | 3. prosince 1989 – 10. prosince 1989 | Ministr práce a sociálních věcí                               |
| 4 | Petr Miller    |            | OF        | 1. vláda M. Čalfy 2. vláda M. Čalfy                                                                                             | 10. prosince 1989 – 2. července 1992 | Ministr práce a sociálních věcí                               |
| 5 | Miroslav Macek |            | ODS       | vláda J. Stráského | 2. července 1992 – 29. října 1992    | Ministr pověřený řízením ministerstva práce a sociálních věcí |